# Juan Díaz Canales
Juan Díaz Canales (Madrid, Espanya, 1972) és un guionista de còmics i director de cinema d'animació espanyol. És conegut per ser el guionista de la sèrie Blacksad.

## Biografia
Des de primerenca edat, Juan va començar a interessar-se pels còmics i per la creació d'aquests. Aquest interès va ser progressant i abastant també a les pel·lícules d'animació. Als 18 anys, va ingressar en una escola d'animació. El 1996 va fundar, juntament amb altres tres artistes, la companyia Tridente Animation. Gràcies a això, ha treballat amb companyies europees i nord-americanes, proporcionant arguments i guions per a còmics i pel·lícules d'animació, així com dirigint sèries d'animació per a televisió i per a llargmetratges d'animació.
Durant aquest període va conèixer a Juanjo Guarnido, amb qui Canales va decidir crear còmics basats en un investigador privat, Blacksad. Després posar-se en contacte amb diversos editors, Guarnido i Canales van arribar a signar un acord amb l'editorial francesa Dargaud, i al novembre de 2000 es va publicar Quelque part entre les ombres (Algun lloc entre les ombres).
El 2013 guanyà, al costat de Juanjo Guarnido, el premi Eisner a la Comic Con de Sant Diego a la categoria de Millor edició nord-americana de material internacional pel seu treball en Silent Hell (Infern silenciós), quart episodi de la sèrie Blacksad.

## Premis
- 2000: Premi al Millor Primer Treball en el Lys-lez-Lannoy Festival[2]
- 2000: Prix spécial at the Rœulx (Belgium) festival[2]
- 2000: Prix Némo at the Maisons-Laffitte festival[2]
- 2000: Prix découverte at Sierre International Comics Festival[3]
- 2001: Best Artwork Award at Festival de Chambéry[4]
- 2002: Best Artwork Award at Grand Prix Albert Uderzo[4]
- 2003: Prix spécial du jury au Sierre International Comics Festival[4]
- 2004: Angoulême Audience Award, per Arctic-Nation
- 2004: Angoulême Best Artwork Award, per Arctic-Nation
- 2004: Virgin Prize al Best Album, per Arctic-Nation[5]
- 2006: Angoulême Best Series Award, per la sèrie Blacksad[6]
- 2014: Premi Nacional del Còmic.[7]